# Нозадело
Нозадело је насеље у Италији у округу Кремона, региону Ломбардија.
Према процени из 2011. у насељу је живело 1108 становника. Насеље се налази на надморској висини од 84 м.